# Phyllonorycter populicola
Phyllonorycter populicola là một loài bướm đêm thuộc họ Gracillariidae. Nó được tìm thấy ở Tajikistan.
Ấu trùng ăn Populus species, bao gồm Populus afghanica và Populus tadshikistanica. Chúng có thể ăn lá nơi chúng làm tổ.